# Arv og miljø
 For alternative betydninger, se Arv (flertydig). (Se også artikler, som begynder med Arv)
Diskussionen om arv og miljø er en generel diskussion, der føres indenfor mange fagområder, og handler om hvorvidt den medfødte arv eller påvirkningen fra opvækstmiljøet er vigtigst for udviklingen af et individs psykologi og adfærd; dette gælder f.eks. personlighed, kriminalitet, intelligens, seksuel orientering og seksuelle afvigelser (parafilier). Tidligere drejede diskussionen sig i reglen om hvorvidt en egenskab var medfødt eller tillært, men forskning har siden vist, at begge faktorer spiller en rolle i udviklingen. Mange moderne psykologer betegner derfor spørgsmålet om arv eller miljø? som naivt og udtryk for en forældet opfattelse af psykologi.. Psykologen Donald Hebbs svar til en journalists spørgsmål, hvad der bidrager mest til personligheden, arv eller miljø?, var angiveligt: ”Hvad bidrager mest til arealet af en rektangel, dens længde eller dens bredde?”.
Undersøgelser viser dog, at arv kan siges at spille den største betydning, når det kommer til udvikling af personlighed. Årsagen er, at et menneske eksempelvis kan have gener for at være udadvendt, og derfor væger dette menneske ofte sociale og udadvendte situationer og miljøer. Selvom miljøet er socialt og udadvendt, er det generne, der har gjort, at mennesker har valgt netop dette miljø. Det vil altså sige, at arv og miljø er i et meget tæt samspil, men at generne oftest bestemmer miljøer, det bekræfter og øger de gennæssige tendenser. .

## Historie
Indtil 19. århundrede blev den menneskelige natur opfattet som helt igennem nedarvet, dvs. indstiftet af gud; fx blev forskellen mellem kvinder og mænd opfattet som en guddommelig skabelse. Også hele etniske grupper og socialklasser blev på det grundlag betragtet som enten overlegne eller underlegne mht. både fysiske og mentale egenskaber. I 19. og 20. århundrede begyndte forskere imidlertid at betragte forskellene imellem etniske grupper, socialklasser og køn som resultat af sociale forskelle (miljø) frem for.[kilde mangler]
Spørgsmålet om arv og miljø fik stor indflydelse på flere af det 20. århundredes ideologier; nazister baserede i høj grad deres ideologi på opfattelsen af, at menneskets natur var fuldkomment baseret på individets racemæssige afstamning; kommunister derimod fulgte i reglen Karl Marx’ idé, om at den menneskelige identitet var underlagt de sociale strukturer. Disse yderligtgående teorier fik også indflydelse i det videnskabelige miljø, og gav anledning til en længerevarende strid omkring sociobiologi og evolutionær psykologi.[kilde mangler]
I løbet af 1900-tallet blev der gennem forskellige studier opstillet forskellige teorier om hvilke egenskaber, der var påvirket af enten arven eller miljøet. Det blev fx konstateret at visse egenskaber i meget høj grad var bestemt af arvelighed; det gælder bl.a. kropshøjde og intelligens. Den blev målt med IK-tests, og det viste sig at det fælles miljø (forældre, skole, kammerater, tv-kigning etc.) havde meget ringe indflydelse på intelligensen, forudsat at man måler den i voksenalderen.[kilde mangler] Kriminalitet, tendenser til asocial og voldelig adfærd, psykopati og diverse andre sindslidelser viste sig ligeledes at være arveligt disponerede.
Det førte til, at der i 1980´erne blev udarbejdet psykologiske profiler, hvor alle mennesker kunne indpasses i bestemte kategorier. Det kunne være efter hvor udadvendt man var, hvor neurotisk man var, hvor åben man var over for nye impulser, hvor samvittighedsfuld man var, eller hvor meget man søgte at behage andre; disse træk undersøgte man ved at lade testpersonerne (f.eks. tvillinger) udfylde spørgeskemaer. Som resultat fik man at alle disse træk var arvelige til en grad af 40-50 %. Senere har man forbedret målingerne ved at inddrage oplysninger fra forældre, kammerater osv., og når man på denne måde reducerede måleusikkerheden, steg den arvelige andel til ca. 80 %.
Ligeledes har man fundet en høj arvelighed for mange typer af holdninger, for religiøsitet og meget andet.[kilde mangler]
Nyere forskning har dog påvist, at kun meget få personligheder egenskaber hos mennesker udelukkende kan tilskrives enten arv eller miljø. Et eksempel er mange arvelige sygdomme, hvor kun udbruddet af et fåtal (fx huntingtons chorea), kan forklares alene på baggrund af genetik. Mht. til sprogindlæring har det vist sig, børn er i stand til at indlære hvilket som helst sprog i verden, mens evnerne for at lære sprog er arvelige. Det dominerende synspunkt i dag er derfor, at i næsten alle biologiske og psykologiske karaktertræk er det arvelige og miljømæssige påvirkninger, der i et samspil skaber individet.[kilde mangler]

## Usikkerhed
Resultaterne fra de forskellige studier af forholdet mellem arv og miljø kan påvirkes af mange forskellige fejlkilder; fx vil adoptiv-undersøgelser og tvillinge-undersøgelser ikke give samme resultat, hvis de pågældende arveanlæg er dominerende eller vigende. Miljøet for enæggede tvillinger kan være mere ens end for tveæggede, og selv hos enæggede, der lever i samme familie, kan der være variationer i individuelle miljø. Den genetiske forskel mellem tveæggede tvillinger kan også være mindre end forventet, hvis forældrene er relativt ens (fx er der en tendens til at intelligente mænd oftest få børn med intelligente kvinder). Desuden er det en komplikation at en del egenskaber er underlagt arvelig disposition, dvs. at visse arveanlæg tillader at miljøet fremkalder egenskaben.[kilde mangler]
De resultater man får, er ikke nødvendigvis almengyldige. Hvis man f.eks. undersøger arveligheden af kropshøjden i Danmark, hvor alle får en god ernæring, så vil man finde en højere grad af arvelighed betingethed, end hvis man gør det samme i Etiopien, hvor nogle af personerne under deres barndom har lidt af hungersnød.[kilde mangler]
Det fælles opvækstmiljø bidrager kun lidt til at forklare variationen i de nævnte personlighedstræk. Derimod er det en hovedforklaring på visse forhold der indlæres socialt, f.eks. social konformitet, interesse for politik eller sport, ordenssans, sparsommelighed, selvsikkerhed, ærlighed, moral, skyldfølelse, selskabelighed m.m.[kilde mangler]
Det helt individuelle miljø spiller en forbløffende stor rolle i mange forhold. Det spiller f.eks. ind i sådanne forhold som homoseksualitet og anoreksi, og det spiller en hovedrolle m.h.t. personens tillid til andre, tilknytning til andre, og forhold til kærlighed. Den omstændighed at mange ting hverken bestemmes af arv eller fælles opvæsktmiljø, levner således mulighed for at den fri vilje kan være en realitet. [kilde mangler]
At opfatte arv og miljø som modsætninger, er at trække tingene for sort/hvidt op. Mange forhold afgøres i et kompliceret samspil mellem de to. Der er udviklet en teori om "the relationship code" (personforholdskoden), der nærmere beskriver samspillet. Arveligt bestemte temperamenter hos det lille barn får forældre og søskende til at behandle barnet på en bestemt måde; den behandling barnet får, bestemmer så i hvad retning dets personlighed udvikler sig, dette påvirker igen resten af familien i dets adfærd, hvilket igen spiller ind på barnets fortsatte udvikling osv. Også biologisk bestemte reaktionsmønstre der dukker op i puberteten, påvirker omgivelsernes adfærd og fastlægger på denne indirekte måde den unges udvikling. [kilde mangler]

## Søskendestudier
Arveligheden af en menneskelig egenskab undersøges ved at sammenligne personer der er beslægtet i større eller mindre grad. En udbredt metode her er sammenligninger mellem enæggede tvillinger samt personer, der er adopteret ind i nye familier. [kilde mangler]
Enæggede tvillinger benyttes fordi de har 100 % af deres arveanlæg tilfælles, hvor fx tveæggede tvillinger har mindre til fælles, ligesom søskende, der ikke er tvillinger. Man måler hvor hyppigt samme egenskab findes hos begge tvillinger; tendensen til at de "følges ad" udtrykkes matematisk med korrelationskoefficienten, r, der varierer fra -1 til + 1. Hvis r=0, følges tvillingerne slet ikke ad, og da er arveligheden 0. Hvis r= 1, har tvillingerne altid samme egenskaber. Hvis en egenskab er arvelig, vil man forvente at r er større når man sammenligner enæggede tvillinger, som når man sammenligner tveæggede. Hvis en egenskab er bestemt af miljøet, vil man forvente at r er lige stor når man sammenligner enæggede og når man sammenligner tveæggede tvillinger. I denne type studier benyttes tvillinger, som vokser op i samme familie og dermed samme miljø. [kilde mangler]
Ved undersøgelser af bortadopterede børn sammenholder man børnenes egenskaber med deres adoptivsøskende, og evt. med deres biologiske søskende, eller også dels med adoptivforældrene, og dels med de biologiske forældre. Hvis der er en korrelation på +1 mellem barn og adoptivsøskende, er egenskaben udelukkende bestemt af miljøet, hvorimod en korrelation på 0 med adoptivfamilien, og +1 med de biologiske søskende, viser at egenskaben udelukkende er bestemt af arven. [kilde mangler]
Allersikrest er resultatet, hvis man har mulighed for at undersøge enæggede tvillinger, der er bortadopteret til hver sin familie, men vanskeligheden er her at finde personer nok. [kilde mangler]